# Droga wojewódzka 922
Die Droga wojewódzka 922 (DW 922) ist eine sechs Kilometer lange Droga wojewódzka (Woiwodschaftsstraße) in der polnischen Woiwodschaft Schlesien, die Nędza mit Sośnicowice verbindet. Die Strecke liegt im Powiat Raciborski.

## Streckenverlauf
Woiwodschaft Schlesien, Powiat Raciborski
-  Nędza (Nendza) (DW 421, DW 919)
-  Kuźnia Raciborska (Ratiborhammer) (DW 425)